# Уйляку-де-Беюш (комуна)
Уйляку-де-Беюш (рум. Uileacu de Beiuș) — комуна у повіті Біхор в Румунії. До складу комуни входять такі села (дані про населення за 2002 рік):
- Веланій-де-Беюш (303 особи)
- Прісака (489 осіб)
- Уйляку-де-Беюш (691 особа) — адміністративний центр комуни
- Фореу (1001 особа)

Комуна розташована на відстані 391 км на північний захід від Бухареста, 48 км на південний схід від Ораді, 105 км на захід від Клуж-Напоки, 128 км на північний схід від Тімішоари.

## Населення
За даними перепису населення 2002 року у комуні проживали 2484 особи.
Національний склад населення комуни:
| Національність | Кількість осіб | Відсоток |
| -------------- | -------------- | -------- |
| румуни         | 2025           | 81,5%    |
| угорці         | 450            | 18,1%    |
| вірмени        | 5              | 0,2%     |
| цигани         | 3              | 0,1%     |

Рідною мовою назвали:
| Мова       | Кількість осіб | Відсоток |
| ---------- | -------------- | -------- |
| румунська  | 2028           | 81,6%    |
| угорська   | 450            | 18,1%    |
| вірменська | 5              | 0,2%     |
| циганська  | 1              | < 0,1%   |

Склад населення комуни за віросповіданням:
| Релігія        | Кількість осіб | Відсоток |
| -------------- | -------------- | -------- |
| православні    | 1820           | 73,3%    |
| реформати      | 413            | 16,6%    |
| греко-католики | 126            | 5,1%     |
| п'ятдесятники  | 61             | 2,5%     |
| баптисти       | 32             | 1,3%     |
| римо-католики  | 31             | 1,2%     |
| атеїсти        | 1              | < 0,1%   |